# 登戸神社 (館林市足次町)
登戸神社（のぼっとじんじゃ）は、群馬県館林市足次町字登戸（のぼっと）の神社。高さ1m程度の石祠

## 鎮座地
鎮座地の地名の起源は、このように伝わる。寛文年間までは、このあたりを旧矢場川が流れて上野国と下野国の境になっており、登戸を含む足次村は下野国であった。その頃の対岸にあたる地域は、ハチガタ台地（郷谷村では八形、渡瀬村では八方表記）であったが、そこから足次に入るには、まず矢場川沿いの低地を渡り、のぼり坂を登る形となったという。その登る地点をノボットと称したとされる。現在の流れに矢場川を変えたのは、徳川綱吉だとされている。

## 歴史
地域の人々にはワタゴサマと呼ばれるが、これは火伏の神である愛宕様の事であるという。創建年の安政2年（1855年）、町内大火があり、再び大火を起こさないために、同年11月本祠が祀られたと伝わる。

## 交通アクセス
- 渡瀬駅より徒歩7分。